# خال‌سفید
خال‌سفید (نام علمی: Pardalotus) نام یک سرده از راسته گنجشک‌سانان است.